# Feldru (gmina)
Feldru – gmina w Rumunii, w okręgu Bistrița-Năsăud. Obejmuje miejscowości Feldru i Nepos. W 2011 roku liczyła 7669 mieszkańców.